# Ga'e'en Cuonama
Ga'e'en Cuonama (kinesiska: 尕鄂恩错纳玛) är en sjö i Kina. Den ligger i provinsen Qinghai, i den nordvästra delen av landet, omkring 850 kilometer sydväst om provinshuvudstaden Xining. Ga'e'en Cuonama ligger 4 712 meter över havet. Arean är 8,5 kvadratkilometer. Trakten runt Ga'e'en Cuonama består i huvudsak av gräsmarker. Den sträcker sig 3,1 kilometer i nord-sydlig riktning, och 5,0 kilometer i öst-västlig riktning.